# احمد اصغری مهرآبادی
احمد اصغری مهرآبادی (زاده ۱۳۳۴ نقده) سیاستمدار، دولتمرد و مدیر ارشد اجرایی است که به عنوان معاون وزیر راه و شهرسازی و مدیرعامل سازمان ملی زمین و مسکن و قائم‌مقام وزیر راه و شهرسازی در طرح مسکن مهر فعالیت می‌کرد. مهرآبادی از سال ۶۲ در وزارت مسکن و شهرسازی در زمینه مسکن و زمین مشغول به کار شده و از قدیمی‌ترین کارمندان وزارت مسکن و شهرسازی محسوب و از جمله افرادی می‌باشد که در تمامی دولت‌های بعد از انقلاب سمت‌های مدیریتی داشته‌است.

## تحصیلات و سوابق اجرایی
مدرک تحصیلی احمد اصغری مهرآبادی کارشناسی ارشد در رشته مدیریت دولتی است. قبلا مهرآبادی با تصویب هیئت دولت، معاون وزیر راه و شهرسازی و رئیس هیئت مدیره و مدیرعامل سازمان ملی زمین و مسکن و قائم مقام وزیر در مسکن مهر بود  تا علاوه بر مدیریت طرح مسکن مهر، مدیریت  بخشی از طرح اقدام ملی مسکن(مسکن ملی) را نیز عهده دار باشد. او پیش از این نیز قائم مقام وزیر راه و شهرسازی در طرح مسکن مهر بود و با اختیار تام از سوی وزیر راه و شهرسازی مسئولیت مدیریت و راهبری پروژه مسکن مهر را برعهده داشت.احمد مهرآبادی قبلا به مدت ۶ سال از سال ۸۶ تا سال ۹۲، بنا به پیشنهاد وزیر راه و شهرسازی و با تصویب هیئت وزیران، به عنوان معاون وزیر و رئیس هیئت مدیره و مدیر عامل سازمان ملی زمین و مسکن فعالیت میکرد و قبل از آن معاون توسعه و مدیریت منابع وزیر راه و شهرسازی بود.  احمد اصغری مهرآبادی در سال ۹۰ به عنوان یکی از ۲۰ مدیر نمونه و دستگاه اجرایی برگزیده دولت دهم در جشنواره شهید رجایی در سمت ریاست سازمان ملی زمین و مسکن، از طرف رئیس‌جمهور وقت محمود احمدی‌نژاد مورد تقدیر قرار گرفت. مهرآبادی در سال ۹۲ به عنوان یکی از گزینه‌های استانداری استان آذربایجان غربی مطرح بود.
احمد اصغری مهرآبادی در پی اجرای قانون بکارگیری بازنشستگان از سمت خود کناره گیری کرده بود که با حکم وزیر راه و شهرسازی و با وساطت یکی از مقامات مسئول ارشد نظام و اخذ مجوز های خاص توسط محمد اسلامی در زمره مدیران مستثنی از این قانون با حکم حکومتی قرار گرفت.

## سایر مسئولیت‌ها
(مسئولیت‌ها از قدیم به جدید و بدون وقفه می‌باشد)
- ریاست بنیاد مسکن انقلاب اسلامی شهرستان نقده از سال ۵۹_۵۸
- معاون فرمانداری شهرستان نقده فرماندار وقت حمیدرضا جلایی پور از سال ۶۰_۵۹
- فرماندار شهرستان نقده (استاندار وقت علیرضا شیخ عطار) از سال ۶۲_۶۰
- مدیر کل زمین شهری استان آذربایجان غربی (استانداران وقت: علیرضا شیخ عطار، زین العابدین میریوسفی عطائی، قربانعلی سعادت) از سال ۷۱_۶۲
- مدیر کل زمین شهری استان آذربایجان شرقی (استاندار وقت علی عبدالعلی‌زاده) از سال ۷۳_۷۱
- مدیر کل برنامه‌ریزی و امور اقتصادی استانداری استان آذربایجان شرقی،( استاندار وقت دکتر علی عبدالعلی‌زاده) دولت هاشمی رفسنجانی از سال ۷۶_۷۳
- مشاور وزیر و مدیر کل حوزه وزارتی، وزارت مسکن و شهرسازی دولت محمد خاتمی (وزیر وقت دکتر علی عبدالعلی‌زاده) از سال ۸۴_۷۶
- معاون توسعه و مدیریت منابع وزارت راه و شهرسازی در دولت محمود احمدی‌نژاد (وزیر وقت مهندس محمد سعیدی‌کیا) از سال ۸۶_۸۴
- معاون وزیر و رئیس هیئت مدیره و مدیر عامل سازمان ملی زمین و مسکن در دولت محمود احمدی‌نژاد (وزرای وقت محمد سعیدی کیا و علی نیکزاد) از سال ۹۲_۸۶ [۱۰]
- قائم‌مقام وزیر راه و شهرسازی و مجری ویژه در طرح مسکن مهر در دولت حسن روحانی و سید ابراهیم رئیسی (وزرای وقت عباس آخوندی، محمد اسلامی و رستم قاسمی) از مهر سال ۹۲ تا دی ۱۴۰۰[۱۱][۱۲][۱۳][۱۴]
- معاون وزیر راه و شهرسازی و مدیرعامل و رئیس هیئت مدیره سازمان ملی زمین و مسکن در دولت حسن روحانی و سید ابراهیم رئیسی (وزرای وقت محمد اسلامی و رستم قاسمی[۱۵]) از ۱۰ دی ۱۳۹۹ تا ۱ دی ۱۴۰۰